# Libertas Brindisi 1971-1972
La Libertas Brindisi 1971-1972, prende parte al campionato italiano di Serie B, girone B a 12 squadre. Chiude la stagione regolare al sesto posto con 10V e 12P, 1336 punti segnati e 1398 subiti.

## Storia e Roster
Rispetto alla stagione precedente Antonio Bray si trasferisce a Napoli, Teodoro Arigliano all'ASSI Brindisi, Renato Poddi alla Libertas Monteroni e Fernando Dami alla Libertas Livorno.
Vengono promossi in prima squadra il playmaker Marcello De Stradis e a 16 soli anni Maurizio Solfrizzi, che con 344 punti segnati in 22 gare è il miglior marcatore della squadra e nel febbraio del 1972 viene convocato in Nazionale B, insieme ai già presenti Calderari e Labate, nessun nuovo acquisto.
La Libertas uscita da una situazione difficile che ha sfiorato la crisi dirigenziale e tecnica inizierà la stagione con ambizioni limitate, la crescita delle giovani leve è il principale obiettivo della stagione, che inizia con il caso Calderari,. La Libertas infatti non vuole dare il nullaosta al giocatore, impegnato con il servizio militare, per giocare come previsto dalla convenzione FIP-FFAA con le Forze Armate di Vigna di Valle e dopo un braccio di ferro durato settimane e grazie a forti appoggi politici riesce a reintegrarlo nelle proprie file.
Le formazioni giovanili della Libertas Brindisi vincono il titolo nazionale ragazzi (U14) sconfiggendo il Simmenthal Milano per 47-44, si classificano quinti nel torneo nazionale allievi (U15)  e terzi in quello cadetti (U17).
| Libertas Brindisi 1971/1972 | Libertas Brindisi 1971/1972 |
| Giocatori                   | Staff tecnico               |
| --------------------------- | --------------------------- |

| N. | Naz.              | Ruolo | Nome                  | Anno | Alt.   | Peso |  |
| -- | ----------------- | ----- | --------------------- | ---- | ------ | ---- |  |
|    | Italia (bandiera) | C     | Giuseppe Antelmi      | 1951 | 193 cm |      |  |
|    | Italia (bandiera) | G     | Mario Panessa         | 1949 | 181 cm |      |  |
|    | Italia (bandiera) | A     | Vincenzo Giuri        | 1943 | 181 cm |      |  |
|    | Italia (bandiera) | G     | Claudio Calderari     | 1944 | 182 cm |      |  |
|    | Italia (bandiera) | C     | Daniele Cecco         | 1952 | 200 cm |      |  |
|    | Italia (bandiera) | C     | Vittorio Sangiorgio   | 1941 | 195 cm |      |  |
|    | Italia (bandiera) | A     | Piero Labate          | 1951 | 193 cm |      |  |
|    | Italia (bandiera) | P     | Marcello De Stradis   | 1953 | 181 cm |      |  |
|    | Italia (bandiera) | A     | Maurizio Solfrizzi    | 1955 | 188 cm |      |  |
|    | Italia (bandiera) | A     | Giovanni Pentassuglia | 1954 | 194 cm |      |  |
|    | Italia (bandiera) | A     | Piero Gioia           | 1956 | 190 cm |      |  |
|    | Italia (bandiera) | P     | Eupremio Cozzoli      | 1955 | 180 cm |      |  |
|    | Italia (bandiera) | G     | Giuseppe Zingarelli   | 1954 | 184 cm |      |  |

| Allenatore                                  |
| - Elio Pentassuglia                         |
| Assistente/i                                |
| - Nicola Primaverili Legenda - (C) Capitano |

## Risultati
| Arbitri: | Del Fiume (Imola) Fantini (Reggio Emilia) |

|                                   |       |                                         |
| Solfrizzi 29, Cecco 17, Labate 16 | Punti | Napolitano 10, Talamas 8, Gambardella 6 |

| Arbitri: | Nobile (Milano) Gaia (Cremona) |

|                                 |       |                                  |
| Castro 12, Petagna 12, Pieric 8 | Punti | Cecco 20, Labate 14, Solfrizzi 7 |

| Arbitri: | Zambelli (Milano) Sarra (Matera) |

|                               |       |                              |
| Corno 28, Fiorini 12, Zanda 6 | Punti | Cecco 24, Labate 15, Giuri 8 |

| Arbitri: | Degli Espositi (Bologna) Roteglia (Reggio Emilia) |

|                              |       |                                       |
| Labate 22, Giuri 10, Cecco 8 | Punti | Indelli 12, D'Ottavio 11, Pizzirani 8 |

| Arbitri: | Campagnone (Napoli) Ugatti (Napoli) |

|                                           |       |                                 |
| Spinetti 14, Bernardini 14, Vascellari 11 | Punti | Solfrizzi 18, Cecco 9, Labate 5 |

| Arbitri: | Ardito (Napoli) Montella (Napoli) |

|                                       |       |                                    |
| Solfrizzi 14, De Stradis 13, Cecco 11 | Punti | Paoli 17, Gramucci 11, Vatteroni 6 |

| Arbitri: | Soave (Bologna) Degli Espositi (Bologna) |

|                                  |       |                                   |
| Guidi 23, Mariani 10, Malanima 8 | Punti | De Stradis 12, Cecco 11, Labate 6 |

| Arbitri: | Dal Fiume (Imola) Rotondo (Bologna) |

|                                       |       |                                                |
| Cecco 26, Solfrizzi 20, De Stradis 14 | Punti | Belardinelli 31, Giampieri 16, Pierfederici 13 |

| Arbitri: | Martolini (Roma) Fiorito (Roma) |

|                                     |       |                                       |
| Milo 14, Arigliano 13, Paronuzzi 12 | Punti | Solfrizzi 32, Calderari 31, Labate 21 |

| Arbitri: | Piuchino (Ragusa) Colletti (Palermo) |

|                                        |       |                                  |
| Labate 14, De Stradis 12, Solfrizzi 10 | Punti | Nardi 20, Nigrisoli 10, Marini 6 |

| Arbitri: | Albanese (Busto Arsizio) Giuffrida (Milano) |

|                                        |       |                        |
| D'Orazio 23, Cinciarini 16, Lestini 10 | Punti | Solfrizzi 18, Cecco 9, |

| Arbitri: | Martinelli Gatto (Livorno) |

|                                         |       |                                       |
| Gambardella 18, Ferrara 14, Talamas 12, | Punti | Calderari 15, Labate 13, Solfrizzi 11 |

| Arbitri: | Ardito (Roma) Compagnone (Roma) |

|                                           |       |                                    |
| Calderari 13, De Stradis 13, Solfrizzi 13 | Punti | Pierich 24, Cruccas 16, Ardessi 14 |

| Arbitri: | Ugatti G. (Salerno) Ugatti V. (Salerno) |

|                                        |       |                                 |
| Solfrizzi 23, Labate 20, De Stradis 18 | Punti | Borromeo 19, Corno 17, Danzi 14 |

| Arbitri: | Fioriti (Livorno) Del Fiume (Imola) |

|                                          |       |                                   |
| Pizzirani 23, D'Ottavio 15, Secondini 12 | Punti | Labate 16, Solfrizzi 15, Cecco 10 |

| Arbitri: | Burcovich (Venezia) Baldini (Firenze) |

|                                   |       |                                    |
| Calderari 26, Labate 15, Cecco 14 | Punti | Correddu 26, Spinetti 22, Nanni 14 |

| Arbitri: | Ugatti (Salerno) Giampaglia (Napoli) |

|                                        |       |                                   |
| Franceschini 18, Granucci 13, Paoli 12 | Punti | Labate 13, Solfrizzi 12, Cecco 10 |

| Arbitri: | Filippone (Roma) Innocenti (Roma) |

|                                       |       |                                  |
| Solfrizzi 27, Calderari 18, Labate 10 | Punti | Guidi 24, Giusti 12, Malanina 10 |

| Arbitri: | Ravaioli (Colleferro) Tani (Roma) |

|                                                  |       |                                  |
| Marchinetti 19, Pierfederici 16, Belardinelli 15 | Punti | Solfrizzi 23, Pentassuglia G. 10 |

| Arbitri: | Bianchi (Livorno) Gatto (Livorno) |

|                                       |       |                                           |
| Calderari 17, Solfrizzi 16, Labate 11 | Punti | Perugino 15, Arigliano 12, Cianciaruso 10 |

| Arbitri: | Fabbri (Trieste) Zarafin (Monfalcone) |

|                                   |       |                                       |
| Nardi 28, Marini 14, De Simone 10 | Punti | Solfrizzi 21, Labate 17, Calderari 10 |

| Arbitri: | Rosi (Roma) Sgreccia (Colleferro) |

|                                       |       |                                       |
| Labate 28, Calderari 16, Solfrizzi 13 | Punti | Cinciarini 20, Lestini 19, Pomilio 12 |

## Statistiche di squadra
| Competizione    | Punti | In casa | In casa | In casa | In casa | In casa | In trasferta | In trasferta | In trasferta | In trasferta | In trasferta | Totale | Totale | Totale | Totale | Totale | Totale |
| Competizione    | Punti | G       | V       | P       | PF      | PS      | G            | V            | P            | PF           | PS           | G      | V      | P      | PF     | PS     | DIF    |
| --------------- | ----- | ------- | ------- | ------- | ------- | ------- | ------------ | ------------ | ------------ | ------------ | ------------ | ------ | ------ | ------ | ------ | ------ | ------ |
| Serie B 1971-72 | 20    | 11      | 8       | 3       | 718     | 658     | 11           | 2            | 9            | 618          | 740          | 22     | 10     | 12     | 1336   | 1398   | -62    |